# لي هاريس (متزلج فني)
لي هاريس (بالإنجليزية: Lee Harris)‏ هو متزلج فني أمريكي، ولد في 16 أكتوبر 1981 في وندسور في كندا.

## وصلات خارجية
- لي هاريس على موقع الاتحاد الدولي للتزلج (الإنجليزية)